# Gianni Moscon
Gianni Moscon (Trente, 20 april 1994) is een Italiaans wielrenner die sinds 2025 rijdt voor Red Bull-BORA-hansgrohe.

## Carrière
Als belofte won Moscon in 2014 de Piccolo Ronde van Lombardije, de Ronde van Lombardije voor beloften. In een sprint met twee klopte hij Dylan Teuns. In 2015 werd hij in de Ronde van Vlaanderen voor beloften tweede achter Alexander Edmondson. Later dat jaar won hij het nationaal beloftenkampioenschap, voor Davide Gabburo en Edward Ravasi. Ook werd hij tijdens het wereldkampioenschap vierde in de wegwedstrijd.
In 2016 eindigde Moscon als derde in het eindklassement van de Internationale Wielerweek, achter winnaar Sergej Firsanov en Matteo Busato. Een week later nam hij deel aan zijn eerste Monument: in de Ronde van Vlaanderen finishte hij ruim zeven minuten na winnaar Peter Sagan op plek 77. In juni werd hij vierde op het nationale kampioenschap tijdrijden en vijfde in de wegrit.
In augustus 2016 behaalde Moscon zijn eerste profoverwinning door de Arctic Race of Norway te winnen. Tevens won hij in deze ronde een etappe en het jongerenklassement.
In 2017 kwam Moscon bovendrijven in het klassieke voorjaar met een vijftiende plaats in de Ronde van Vlaanderen en een vijfde plaats in Parijs-Roubaix. In juni werd hij nationaal kampioen tijdrijden, voor Fabio Felline en Manuel Quinziato. Op het wereldkampioenschap eindigde hij aanvankelijk op plek 29 in de wegwedstrijd, maar de wedstrijdjury besloot hem te diskwalificeren vanwege het hangen aan een auto. Vier dagen eerder was hij zesde geworden in de door Tom Dumoulin gewonnen tijdrit. In het najaar werd Moscon onder meer vijfde in de Ronde van Emilia, zevende in de Ronde van de Drie Valleien en derde in de Ronde van Lombardije. In 2018 won Moscon de Coppa Agostoni en de Ronde van Toscane. In oktober van dat jaar werd hij voor de tweede keer Italiaans kampioen tijdrijden. Ook zegevierde hij in het eindklassement van de Ronde van Guangxi, waar hij ook de beste was tijdens de 4e etappe.
In 2022 beleefde Moscon een zeer moeizaam seizoen. Na een besmetting met COVID-19 had Moscon last van de verschijnsel van Long covid. De Italiaan reed in zijn eerste seizoen voor Astana Qazaqstan weinig koersen uit. Zo stapte hij af in de achtste etappe van de Ronde van Frankrijk van 2022.